# Urpo Korhonen
Urpo Korhonen (Rautalampi, 8 de febrero de 1923 - Lahti, 10 de agosto de 2009) fue un esquiador de fondo finlandés que compitió durante la década de 1950.
En los Juegos Olímpicos de Invierno de 1952 de Oslo ganó la medalla de oro en la prueba de relevos 4x10 km. Ganó la prueba junto a sus compañeros Paavo Lonkila, Heikki Hasu y Tapio Mäkelä.

## Palmarés internacional
Esquí de fondo
| Juegos Olímpicos de Invierno | Juegos Olímpicos de Invierno | Juegos Olímpicos de Invierno | Juegos Olímpicos de Invierno |
| Año                          | Lugar                        | Medalla                      | Prueba                       |
| ---------------------------- | ---------------------------- | ---------------------------- | ---------------------------- |
| 1952                         | Oslo (Noruega)               | Medalla de oro               | relevos 4x10km               |